# Commentarii de bello civili
A Commentarii de bello civili (latinul, jelentése: Feljegyzések a polgárháborúról, magyarul egyszerűen A polgárháború néven vált ismertté) latin nyelvű mű, amelyet Caius Iulius Caesar írt egyes szám harmadik személyben a Kr. e. 49–48 között zajló polgárháború eseményeiről, illetve annak összefüggéseiről.

## A mű
A mű tulajdonképpen a senatus-pártiak és a Pompeius elleni háborúról szól. A polgárháború, jóllehet kényes kérdéseket beszél el, csak három könyvből áll, tehát jóval rövidebb, mint a Gall háború, ezért is feltételezik, hogy befejezetlen. A történet elbeszélése röviddel Caesar Italiába való benyomulása előtt kezdődik, és egészen a pharszaloszi csatáig, Pompeius vereségéig tart. A csata leírása után még elmeséli a Caesar által üldözött Pompeius menekülését Egyiptomba. A mű Pompeius meggyilkolása után hirtelen ér véget, azzal a megjegyzéssel, hogy "ezek voltak az alexandriai háború kitörésének okai" (haec initia belli Alexandrini fuerunt).
Nem vitás, hogy a Polgárháborút valóban Caesar írta. Azonban az ennek folytatását képező műveket (De bello Alexandrino - Alexandriai háború, De bello Africo - Africai háború és a De bello Hispaniensi - Hispaniai háború) valószínűleg más történetírók készítették. A 2. században alkotó Suetonius szerint Aulus Hirtius és Caius Oppius lehettek ezen művek szerzői.

## Bírálata
A történészek megjegyzik, hogy Caesar sokszor igen fontos hadi eseményeket mellőz a leírásban. Ez főként azért jelent gondot, mert sok akkori eseménynek az ő műve az egyetlen forrása. Ugyanakkor az ő szempontjából érthető is ez a lépés, hiszen a köztársaság egyik leghatalmasabb államférfija volt, ráadásul a hadtörténelem egyik legjelentősebb hadvezére. Így megtehette, hogy a saját, egyedi szemszögéből adja vissza az események menetét. Ebből kifolyólag természetesen nem semleges nézőpontból írja meg az eseményeket. Sőt, minden lehetőséget megragad, hogy ellenfelei célját és szerepét eltorzítsa saját maga igazolása végett. Ezt azonban olyan kifinomultan teszi, hogy néha nehéz is észrevenni.

## Újrafelfedezése
A művet egészen a középkorig elveszettnek hitték, amikor azonban itáliai városi levéltárakból előkerült. A legrégibb ismert kéziratok 10. századiak. A könyv egyes részei azonban elvesztek, tizenhat részről tudjuk, hogy hiányzik. Mivel sokkal rövidebb Caesar más műveinél, és a végén váratlanul szakad meg az elbeszélés fonala, ezért elképzelhető, hogy soha nem is fejezte be a művet, vagy egy hosszabb rész még mindig hiányzik. A Kommentárokat 1469-ben Rómában újra kiadták. Ettől a kiadástól ered a legtöbb későbbi kiadás szövegváltozata. I. Napóleon 1809-ben elrendelte Caesar műveinek újbóli vizsgálatát. Műveit Histoire de Jules Cesar címmel egyben kiadatta, ami fontos forrásul szolgált a korszakra nézve, és felkeltette az érdeklődést Caesar iránt. A történetíró-hadvezér irodalmi művei a latin tanulmányok kitűnő alapanyagát szolgáltatták ettől kezdve világszerte. Ezt remek minőségüknek és az alkalmazott kitűnő nyelvtannak köszönhetik művei.

## Magyarul
- C. Julius Caesar minden munkái. 2., A' polgári, alexandriai, africai és hispaniai háborúkról; ford., jegyz. Szenczy Imre; Egyetem betűivel, Buda, 1840 (Római classicusok magyar fordításokban)
- Caesar C. Julius művei; ford., jegyz. Sárváry Béla; Lampel, Pest, 1856
- A polgárháború; ford., utószó, jegyz. Ürögdi György; Magyar Helikon, Bp., 1966
- Iulius Caesar feljegyzései / A gall háborúról; ford. Szepessy Tibor / A polgárháborúról; ford. Ürögdi György; Magyar Helikon, Bp., 1974

## Külső hivatkozások
- A mű latin változata online: http://www.perseus.tufts.edu/hopper/text?doc=Perseus%3atext%3a1999.02.0075
- A mű angol nyelvű változata: http://www.perseus.tufts.edu/hopper/text?doc=Perseus%3Atext%3A1999.02.0076%3Abook%3D1%3Achapter%3D0
- Caesar művei, valamint a neki tulajdonított művek eredeti nyelven: http://www.thelatinlibrary.com/caesar/

## Fordítás
- Ez a szócikk részben vagy egészben  a   Commentarii de Bello Civili című angol Wikipédia-szócikk ezen változatának fordításán alapul.  Az eredeti cikk szerkesztőit annak laptörténete sorolja fel. Ez a jelzés csupán a megfogalmazás eredetét és a szerzői jogokat jelzi, nem szolgál a cikkben szereplő információk forrásmegjelöléseként.